# Crocidura tarfayensis
Crocidura tarfayensis là một loài động vật có vú trong họ Chuột chù, bộ Soricomorpha. Loài này được Vesmanis & Vesmanis mô tả năm 1980.